# Ugo La Rosa
Ugo La Rosa (Palermo, 23 maggio 1925) è un regista, sceneggiatore e produttore cinematografico italiano.

## Biografia
Prevalentemente documentarista
nel 1943, dopo lo sbarco degli alleati in Sicilia, pubblicò il giornale "Il Bacio le mani" insieme con Andrea Camilleri.
Ha diretto e prodotto L'isola dei ragazzi meravigliosi (1964) e I zanzaroni (1967), e di quest'ultimo film ha scritto anche la sceneggiatura.

## Filmografia
Documentari
- 1955 - Niente guide per Agrigento
- 1958 - Il castello incantato
- 1960 - Akragas città dorica
- 1960 - La Sicilia di Quasimodo
- 1960 - La Sicilia di Pirandello
- 1960 - Il mondo di Pirandello
- 1961 - Feltre, l'ambiente e l'uomo
- 1962 - Quel podere di Bentivegna
- 1962 - Giornalismo di provincia
- 1962 - Idea della Sicilia
- 1962 - I posteggiatori
- 1962 - Tamburi nel sole
- 1963 - Dialoghi nelle officine del Sud
- 1963 - Storia di un benzinaro
- 1963 - La Sicilia dei ragazzi
- 1964 - Paladini di Francia
- 1965 - Sagra di primavera
- 1966 - L'isola dolce
- 1966 - Un giorno di vacanza
- 1968 - La Sicilia di Giovanni Verga
- 1968 - La Sicilia di Luigi Pirandello
- 1968 - Il genio di Bentivegna
- 1969 - Nella terra di Pirandello
- 1969 - I paesi del sale
- 1969 - Gioia dei bimbi
- 1969 - Eros, per vendere
- 1969 - Passione nell'isola
- 1970 - L'incontro
- 1970 - Giombarresi
- 1970 - I ragazzi di Palermo
- 1971 - I camionisti
- 1971 - Siracusa nell'età classica
- 1971 - La Sicilia di Renato Guttuso
- 1972 - ll nero e gli altri colori
- 1972 - Il mercato della violenza
- 1972 - Il Tevere a Roma
- 1972 - Il Tevere da Roma al mare
- 1972 - Agrigento, destino di una città
- 1972 - La pietra, l'albero, l'amore
- 1973 - L'anfiteatro Flavio detto Colosseo
- 1973 - Arte e realtà nel nostro tempo
- 1974 - Roma Roma
- 1974 - Palermo liberty
- 1974 - Sicilia, l'isola delle delizie
- 1974 - Doppia immagine della Sicilia
- 1974 - Tataratà
- 1975 - Sicilia, isola delle delizie
- 1975 - "Italia Liberty" - Ricerche per un documentario
- 1975 - Il Tevere dalla sorgente a Roma
- 1976 - Carri, pupi e cantastorie
- 1976 - I Nazzareni
- 1978 - Grandi manifestazioni turistiche siciliane
- 1979 - Il barocco nella Sicilia orientale
- 1979 - Castelli di Sicilia
- 1980 - Sciacca
- 1980 - Il bambino e la pubblicità
- 1980 - Palermo e la costa dei tre golfi
- 1981 - Problemi delle piccole isole
- 1982 - Momenti di un itinerario francescano
- 1982 - Garibaldi a Caprera
- 1983 - Itinerari trapanesi
- 1984 - Storia del carretto siciliano
- 1986 - Sicilia, itinerario fenico-punico
- 1986 - Sicilia normanna
- 1986 - L'isola di Mozia
- 1986 - San Francesco - Immagini per un documentario
- 1987 - Lipari e le Isole Eolie
- 1987 - Il vespro siciliano
- 1987 - Luigi Pirandello - Il caos
- 1987 - Noto, il cuore barocco
- 1987 - L'ultima tonnara
- 1989 - Gli scrittori siciliani e il paesaggio
- 1989 - San Calogero, di padre in figlio
- 1990 - Santa Croce sull'Arno

Lungometraggi
- 1964 - L'isola dei ragazzi meravigliosi
- 1967 - I zanzaroni